# Aconitum liangshanicum
Aconitum liangshanicum är en ranunkelväxtart som beskrevs av Wen Tsai Wang. Aconitum liangshanicum ingår i släktet stormhattar, och familjen ranunkelväxter. Inga underarter finns listade i Catalogue of Life.